# Saiyuki Reload
Saiyuki Reload (最遊記RELOAD, Saiyūki Reload) est une série télévisée d'animation japonaise en 25 épisodes de 24 minutes, créée par le Studio Pierrot d'après le manga Saiyuki de Kazuya Minekura et diffusée du 2 octobre 2003 au 25 mars 2004 sur TV Tokyo. C'est une suite de Saiyuki - Chronique de l'extrême voyage. En France, la série est distribuée par Déclic Images.
La série est adaptée en manga prépublié dans le Monthly Comic Zero Sum entre 2005 et 2009 puis compilé en 10 volumes reliés. La version française est publiée par Panini Comics.
Sa suite est  Saiyuki Reload Gunlock en 26 épisodes de 25 minutes, créée par le Studio Pierrot d'après le manga Saiyuki de Kazuya Minekura. Également, la suite du dernier est Saiyuki Reload Blast datant de 2017 annoncé pour les 20 ans de la série.

## Synopsis
Note : Saiyuki Reload est la suite de Gensomaden Saiyuki. Cela mérite une petite explication car dans la version papier de Saiyuki, Kami Sama apparait dans les tomes 7,8 et 9. Lorsqu'un manga est adapté en anime, il arrive que l'anime rattrape les tomes déjà parus au risque d'avancer trop vite dans l'histoire. Aussi les studios chargés de produire les épisodes télévisés introduisent de nouvelles aventures qui ne figurent pas dans la version papier. De ce fait, les épisodes de la saison 3 devraient faire partie de la première saison (en réalité seulement les 5 ou 6 derniers épisodes, quant à la deuxième saison avec Homura, Shien et Zenon n'était pas prévu au départ).
Le voyage vers l'ouest de notre quatuor préféré continue, avec les traditionnels bagarres entre le kappa et la saru, les coups de baffeur du moine colérique, et le sourire bienveillant de l'ancien humain. De nombreuses péripéties barreront la route de ces quatre bishonen (beau garçon en japonais) et bien que le scénario soit prévisible quant au dénouement de l'histoire, il faut avouer que certaines idées sont intéressantes (le groupe se retrouvera confronté à des doubles d'eux-mêmes très convaincants). Après de nombreux combats gagnés avec classe et grosse frime, le quatuor se retrouvera confronté au puissant Kami Sama. On en apprendra plus sur le passé du bonze préféré ainsi que sur le mystérieux Dr Nii.

## Voix japonaises
- Akira Ishida : Cho Hakkai
- Hiroaki Hirata : Sha Gojyo
- Sōichirō Hoshi : Son Goku
- Toshihiko Seki : Genjo Sanzo
- Eisuke Kotanizawa : Hakuryuu (ep. 2-8, 10-12, 14-15)
- Juurouta Kosugi : Dokugakuji
- Shinobu Satou : Damaomo-hime, Gyokumen Koushu
- Shouto Kashii : Insect-user (ep 2)
- Tae Okajima : Hakuryuu (ep. 1, 9, 13, 16-25)
- Takeshi Kusao : Kou Gaiji
- Tomoko Kawakami : Lirin
- Yuko Minaguchi : Yaone
- Akimitsu Takase : Père (ep. 13)
- Atsu Gotou : Souryuu (ep. 9)
- Daisuke Kirii : citadin (ep 3)
- Daisuke Namikawa : Kami-sama (eps 19-25)
- Daisuke Ono : Demon (ep. 18)
- Eiji Hanawa : Giko (ep. 11)
- Eizou Tsuda : Oncle (ep. 1)
- Emi Shinohara : Suika (ep. 5- 6)
- Haruhi Terada : Minto (ep. 13)
- Hideo Watanabe : Ginkaku (ep. 17-18), Youkai (ep. 20)
- Hiroko Taguchi : Shion (ep. 12)
- Hiroshi Tsuchida :  Barei (ep 3)
- Houchu Ohtsuka : Narrateur, Nii Jienyi, Ukoku, un moine Sanzo (ep. 24)
- Ikue Ōtani : Seika
- Jun Sagawa : Mère de Shunto & Rikito  (ep. 11)
- Junichi Endou : Boss (ep. 13)
- Kahoru Sasajima : Kouryu (ep. 5, 22, 24)
- Kan Tanaka : Meichin (ep. 8)
- Kazumi Okushima : Kensei (ep. 9)
- Keiji Okuda : Master (ep. 17)
- Keiko Aizawa : Professeur Wong
- Keiko Sonoda : Belle-mère de Gojyo's (ep. 5, 21)
- Kenichi Mochizuki : citadin (ep 3)
- Kenji Okuda : propriétaire du Bar (ep. 19, 22)
- Kiyomi Asai : Yunfa (ep. 13)
- Masayo Hosono : Sha Gojyo (enfant) (ep. 5, 21), hôtesse d'accueil dans un hôtel(ep 3)
- Mayumi Asano : Anyou (ep. 7)
- Mayumi Yanagisawa : Seira
- Michiko Neya : Kanan (ep. 5, 7)
- Mie Odagi : Mère (ep. 13)
- Misato Eguchi : employé de l'auberge à l'accueil (ep. 13)
- Mitsuru Miyamoto : Koumiyou Sanzou (ep. 5, 22)
- Nobuyuki Furuta : Père de Shion (ep. 12)
- Rei Igarashi : Kanzeon Bosatsu, Kwannon Bodhisattva
- Rumi Ochiai : Kourei (ep. 8)
- Ruri Asano : Lin Lan (ep. 4), Suzuran
- Sanae Kobayashi : Ginkaku (ep. 19), Kinkaku (ep. 17-19)
- Tae Okajima : Enfant (ep. 10), villageois (ep. 2)
- Taiki Matsuno : Syotyu
- Takao Ishii : Jiroushin
- Takashi Mito : Henchman (ep. 17)
- Takashi Onozuka : Iwayoukai (Rock Demon) (ep. 12)
- Takio Matsuno : Rampa (ep. 4)
- Tarusuke Shingaki : Demon (ep. 18)
- Tomo Shigematsu : Mère de Shion (ep. 12)
- Tomoyuki Kouno : voleur (ep. 13)
- Toshiko Fujita : Won (ep. 13)
- Yayoi Kuroda : Rikito (ep. 11)
- Youhei Oobayashi : citadin (ep 3)
- Yuko Kaida : Shunto (ep. 11)
- Yuuko Satou : Kami (en enfant) (ep. 22, 24)

## Épisodes
1  Run~ The Bullet - Reloaded Again (~Run~ Tama wa Futatabi Komerareta) 2003-10-02
Nos héros arrivent dans une ville dans laquelle de jeunes filles ont récemment été agressées. D'après la rumeur, il s'agirait de yokais… mais est-ce vraiment eux ?
2  Wanted Dead or Alive~ Moving Trap (~Wanted Dead or Alive~ Ugomeku Wana) 2003-10-09
Une ville pleine d'humains sous le contrôle d'un démon. Les adversaires habituels qui débarquent au même moment… Comment combattre ?
3  Lethal Weapon~ The Strongest Enemy in History (~Lethal Weapon~ Shijou Saikyou no Teki) 2003-10-16
Quel est l'adversaire le plus dur à battre ? Arrivés dans une ville, tandis que Sanzo reste seul à l'auberge, les trois autres s'en vont en course. De mystérieux adversaires avec des techniques bien connues arrivent…
4  Negative Energy~ Last Promise (~Negative Energy~ Saigo no Yakusoku) 2003-10-23
Un jeune démon tente de résister au mal qui le ronge pour finir le tableau qu'il a promis à son amie d'enfance humaine. Pendant ce temps, Sanzo est malade…
5  Voice~ Sleeping Memory (~Voice~ Nemuru Omoide) 2003-10-30
Nos héros font la rencontre d'un étrange yokai : il s'agit non seulement d'une ravissante femme mais surtout elle n'est pas atteinte par la vague de folie. Cependant elle semble posséder d'étranges pouvoirs.
6  Sad Memory~ Rescue (~Sad Memory~ Dakkan) 2003-11-06
Seul rescapé des attaques du yokai qui vole les souvenirs (voir épisode précédent), Goku décide de retourner secourir ses amis. Il va recevoir l'aide inattendue de Kôgaiji.
7 Little Will~ Small Friend (~Little Will~ Chiisana Aibou) 2003-11-13
Après que nos héros est à nouveau vaincu leur ennemies, ils trouvent une jeune chatte que Sanzo ne semble pas affectionné. 
8  Poison~ Delicious Food (~Poison~ Oishii Ryouri) 2003-11-20
Où l'on découvre que la cuisine peut avoir sur les yokais le même effet que le pistolet de Sanzo.
9  Self Defense~ Misunderstood Castle (~Self Defense~ Ochinai; Shiro) 2003-11-27
Nos héros font halte dans une forteresse en plein désert. Ils vont aider les humains à se protéger des yokais.
10  Trick or Treak~ Demon - Genjou Sanzou (~Trick or Treak~ Youkai - Genjou Sanzou) 2003-12-04
Sur la route vers une station balnéaire Goku fait un rêve étrange : et si Sanzo avait tué plus de 1000 montres ?
Et s'il devenait un yokai lui aussi ?
11  Mother~ Pleasant Traces (~Mother~ Yasashii Omokage) 2003-12-11
Ririn rencontre 2 frères qui ont perdu leur mère. Elle décide de les aider à surmonter leur tristesse et par la même occasion de comprendre le lien qui unit une mère à ses enfants.
12 Tiny Dream~ Mountain of Mysterious Disappearances (~Tiny Dream~ Kamikakushi no Yama) 2003-12-18
Dans cet épisode, Goku se retrouve perdu seul dans la forêt. Pendant que Sanzo, Gojyo et Hakkai son dans une auberge, Goku rencontre une jeune fille qui lui dit qu'elle sait où son ses amis, et qu'il doit la suivre. Mais qui est-elle vraiment? Goku va-t-il la suivre? 
13  Lovely Baby~ Just a Tiny Tiny Story (~Lovely Baby~ Honno Chiisana Chiisana Ohanashi) 2003-12-25
Alors que nos héros se reposent dans leur chambre à l'auberge, Hakkuryu est enlevé par des enfants.
14  Black Crow~ Whisper of Darkness (~Black Crow~ Kurayami no Sasayaki) 2004-01-08
Alors que nos amis continue leur route vers l'ouest, Kôgaiji se laisse berné par le professeur Nî. Le groupe de Sanzo tombe dans un piège, où Sanzo fini empoisonné. Ils doivent donc se dépêcher pour que Sanzo ne meure pas. Mais Kôgaiji arrive et commence un combat contre la montre pour Sanzo contre Goku, Hakkai et Gojyo .
15  Secret Ambition~ Premonition (~Secret Ambition~ Yokan) 2004-01-15
Dans l'épisode précédent, Goku, Hakkai et Gojyo se batte contre  Kogaiji. Sanzo qui est au bord de la mort regarde en souffrant le combat.  
16  Opposite~ Footprint (~Opposite~ Ashiato) 2004-01-22
Alors que nos héros traversent un col de montagne et qu'il se met à neiger, Hakkai propose de faire du Shabu-shabu.
Des souvenirs de l'époque avant leur départ remontent à la surface et Goku se souvient qu'à une certaine époque il détestait la neige.
17  Wish~ Ungrantable Wish (~Wish~ Kanaerarenai Negai) 2004-01-29
Lors d'une halte en ville, Gojyo rencontre Kinkaku. Ce dernier, pour le remercier de l'avoir protégé d'une
bande de délinquants, lui propose d'exaucer un vœu.
18  Critical Day~ Sorrowful Bonds (~Critical Day~ Kanashii Kizuna) 2004-02-05
Gojyo est très inquiet depuis que les âmes d'Hakkai et Goku ont été emprisonnées dans la  gourde de Ginkaku. Bien qu'ils ne sachent pas par où commencer, Sanzo et Gojyo décident de rechercher Kinkaku et de le convaincre par la force si nécessaire de relâcher les âmes d'Hakkai et de Goku.
19  Farewell~ Kami-sama (~Farewell~ Kami-sama) 2004-02-12
Grâce à l'intervention de Gojyo qui a détruit la goudre, les âmes de Goku et Hakkai ont pu être libérées. Furieux que son cadeau ait été détruit, Kami Sama intervient et tue le pauvre petit yokai. Furieux, Gojyo se précipite pour venger Kinkaku mais ce dernier parvient à s'enfuir.     
20  Chase~ Prelude (~Chase~ Jokyoku) 2004-02-19
Malgré l'interdiction de Sanzo, Gojyo décide de quitter le groupe pour retrouver Kami-Sama et lui "faire sa fête". Son départ casse l'harmonie dans le groupe qui décide après réflexion de partir à la recherche du kappa. 
21  Don't Cry~ Battle (~Don't Cry~ Sentou) 2004-02-26
La bataille contre Kami-sama fait rage devant l'entrée du coffre à jouets de kami sama et Gojyo est en fâcheuse 
posture quand le reste de la bande arrive en renfort.
22  Pain~ Breakable Things (~Pain~ Kudakareta Mono) 2004-03-04
Malgré leur expérience du combat, nos héros tombent à terre sous les coups des perles de Kami-sama. Ce dernier parvient à voler le sutra de Sanzo. Ne voulant pas perdre les meilleurs amis qu'il a jamais eus, Gojyo décide de profiter de l'intervention d'Hakkuryu pour s'enfuir. 
23  Dawn~ Our Ways of Doing (~Dawn~ Ore-tachi no Yarikata) 2004-03-11
Sanzo est très abattu par la perte de son sûtra au point qu'il se considère indigne de porter le titre de Sanzô. 
Goku furieux d'avoir perdu le combat et considérant que ce qu'a dit Kami-sama est faux propose à ses amis de jouer au mah-jong comme au bon vieux temps.
24  Go Ahead~ Rematch (~Go Ahead~ Saisen) 2004-03-18
Ayant réalisé grâce à Goku que ce qui était important était de ne pas rester sur une défaite, nos héros repartent vaillamment au combat non sans avoir essayé d'améliorer encore leurs points forts !
25  Nothing to Give~ End (~Nothing to Give~ Kecchaku) 2004-03-25
Grâce à leur confiance retrouvée, nos héros arrivent à battre Kami-sama et le sutra de Sanzo.

## Manga
Édition française (Panini Comics)
1. Volume 1  7 mai 2007  (ISBN 2-84538-759-8)
2. Volume 2  8 juin 2007  (ISBN 2-84538-793-8)
3. Volume 3  29 août 2007  (ISBN 2-80940-086-5)
4. Volume 4  22 novembre 2007  (ISBN 978-2-80940-150-9)
5. Volume 5  26 juin 2008  (ISBN 978-2-80940-208-7)
6. Volume 6  21 octobre 2008  (ISBN 978-2-80940-334-3)
7. Volume 7  18 février 2009  (ISBN 978-2-80940-420-3)
8. Volume 8  15 septembre 2010  (ISBN 2-80941-441-6)
9. Volume 9  23 mars 2011  (ISBN 978-2-80941-803-3)
10. Volume 10 21 septembre 2011  (ISBN 2-80942-054-8)